# Let It Die (canción)
«Let It Die» es una canción de la banda estadounidense de rock Foo Fighters del disco Echoes, Silence, Patience and Grace del año 2007. 
Es también el tercer sencillo del álbum. La canción trata principalmente de la pésima relación entre su excompañero de Nirvana, Kurt Cobain, con su esposa en ese momento, Courtney Love. La canción muestra una introducción acústica y tranquila; sin embargo la canción toma un sonido cada vez más pesado y termina de forma estruendosa y desgarrada, con golpes fuertes en la batería y guitarras enérgicas.

## Lista de canciones
Todas las canciones fueron escritas por Foo Fighters excepto donde sea indicado.
| N.º | Título                                        | Duración |  |
| 1.  | «Let It Die»                                  | 4:05     |  |
| 2.  | «Keep the Car Running» (Cover de Arcade Fire) | 3:25     |  |
| 3.  | «If Ever»                                     | 4:14     |  |
| 4.  | «Come Alive» (Versión demo)                   | 5:30     |  |

## Posicionamiento
La canción obtuvo un primer lugar en la lista Modern Rock Tracks, un quinto lugar en Mainstream Rock Tracks y un sexto sitio en U.S. Bubbling Under Hot 100, todos en el año 2008.